# Viaje intergaláctico

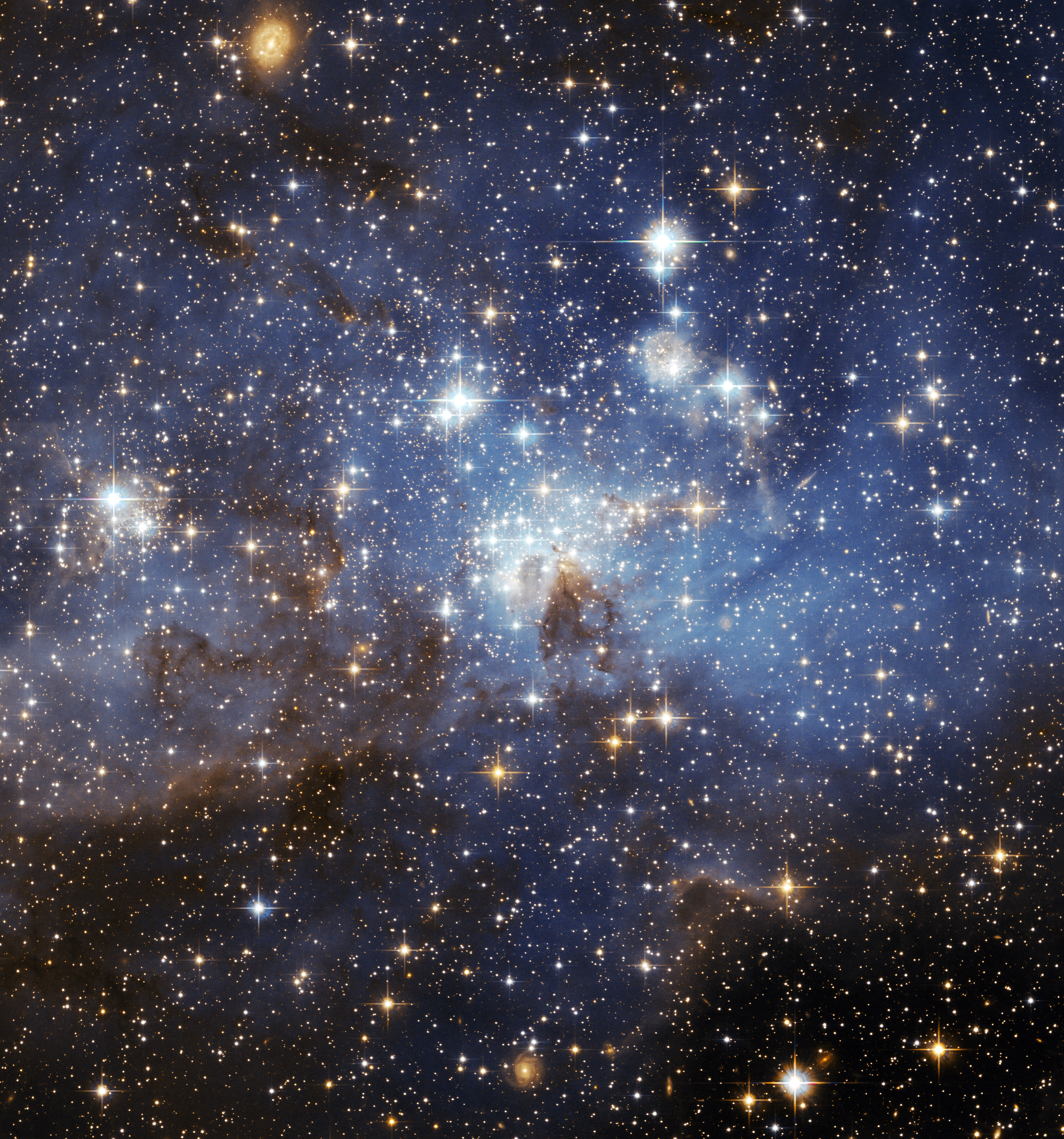
Estrellas en la Gran Nube de Magallanes, una Galaxia enana. A una distancia de 163,000 años luz, el LMC (del inglés Large Magellanic Cloud) es la tercera galaxia más cercana a la Vía Láctea.

Viaje intergaláctico es el término utilizado para describir misiones tanto tripuladas como no tripuladas entre galaxias. Debido a las enormes distancias que abarcan cualquier empresa de este tipo sería incluso mucho más exigente tecnológicamente que el viaje interestelar y es por ello que están considerados como ciencia ficción.
Sin embargo, desde un punto de vista teórico no hay nada que indique concluyentemente que el viaje intergaláctico es imposible. Existen varios métodos hipotéticos de llevarlos a cabo y hasta la fecha varios académicos han estudiado el viaje intergaláctico de una manera científica.
Los viajes intergalácticos solo serían planteables si se lograse alcanzar una velocidad muy similar a la velocidad de la luz. Incluso a esa velocidad, un viaje desde la Tierra hasta la galaxia más cercana (galaxia de Andrómeda) duraría unos dos millones y medio de años. Las distancias intergalácticas son aproximadamente un millón de veces mayores que las distancias interestelares. La tecnología necesaria para realizar este tipo de viajes entre galaxias en forma factible y dentro de la duración de una vida humana se encuentra más allá de la capacidad actual del ser humano, y es en la actualidad materia de especulación e hipótesis.
Debido al efecto de la relatividad, la duración del viaje solo sería tal desde el punto de vista de un observador terrestre, mientras que podría durar una cantidad arbitrariamente menor para el viajero, debido a la dilatación del tiempo que se produce cuando se viaja a velocidades cercanas a la de la luz.
Existen varias teorías en la ciencia ficción para los viajes intergalácticos. Entre ellas cabe mencionar el hipotético uso de agujeros de gusano.